# Rechtbank Zeeland-West-Brabant
De rechtbank Zeeland-West-Brabant is een van de elf rechtbanken in Nederland. De rechtbank ontstond per 1 januari 2013 uit een samenvoeging van de voormalige rechtbank Breda met de voormalige rechtbank Middelburg. Het bestuur van de rechtbank is gevestigd in Breda. Daarnaast heeft de rechtbank zittingsplaatsen in Bergen op Zoom, Middelburg en Tilburg. Ook in Terneuzen werden nog zaken behandeld in afwachting van de sluiting van dit voormalige kantongerecht, in 2022 stond Terneuzen niet meer vermeld bij Locaties. Hoger beroep tegen beslissingen van de rechtbank kan worden ingesteld bij het gerechtshof 's-Hertogenbosch, voor bestuurszaken bij de Centrale Raad van Beroep of de Raad van State. In 2018 opende een nieuw gebouw in het stationsgebied in Breda waar naast de rechtbank ook het Openbaar Ministerie en de Raad voor de Kinderbescherming zijn gevestigd.

## Rechtsgebied
Het arrondissement omvat de gehele provincie Zeeland en het westelijk deel van de provincie Noord-Brabant bestaande uit de gemeenten Alphen-Chaam, Altena, Baarle-Nassau, Bergen op Zoom, Breda, Dongen, Drimmelen, Etten-Leur, Geertruidenberg, Gilze en Rijen, Goirle, Halderberge, Hilvarenbeek, Loon op Zand, Moerdijk, Oisterwijk, Oosterhout, Roosendaal, Rucphen, Steenbergen, Tilburg, Waalwijk, Woensdrecht en Zundert.